# Jorge Palatsí
Jorge Palatsí Gallego (Salsadella, Castellón, 18 de febrero de 1988) es un futbolista español. Juega de portero y su equipo actual es el Burgos CF.

## Trayectoria
Su carrera ha ido evolucionando desde sus inicios en el equipo de su pueblo natal el R.C. Salsadella, pasando por las categorías inferiores de la U.D. San Mateu y Villarreal C.F., el Juvenil del C.D. Benicarló, su vuelta al R.C.Salsadella y después el C.F. Benlloch. Militó en el Villarreal CF C (2008/ 2009) y en el Villarreal CF "B" (2010/ 2013). 
El 26 de junio de 2013, el Girona FC hace oficial la incorporación del jugador para las próximas dos temporadas.
El 5 de febrero de 2016, la Cultural Leonesa oficializa el fichaje del jugador, que anteriormente había participado en las sesiones AFE.

## Clubes
| Club                         | País   | Año         |
| ---------------------------- | ------ | ----------- |
| Villarreal CF C              | España | 2008 - 2011 |
| Villarreal CF B              | España | 2011 - 2013 |
| Girona FC                    | España | 2013 - 2015 |
| Cultural y Deportiva Leonesa | España | 2016 - 2019 |
| Burgos CF                    | España | 2019 - act. |